# Les Mille et Une Nuits (série télévisée d'animation)
Pour les articles homonymes, voir Les Mille et Une Nuits (homonymie).
Les Mille et Une Nuits est une série télévisée d'animation française en treize épisodes et diffusée à partir du 27 décembre 1993 sur France 2. Inspiré des contes persans du même nom. 

## Doublage
- Roger Carel - Ali Baba

## Épisodes
1. Abdallah de la terre, Abdallah de la mer
2. Aladin et la Lampe magique
3. Ali Baba et les 40 voleurs
4. La Fille du nord - Nooman
5. Le Cheval d'ébène
6. Sinan Pechette
7. Kamaralzaman et Sett Boudour
8. Jouder et le Sac enchanté
9. Hassan al Bassri
10. Simbad et la Cornemuse enchantée
11. Alya et les deux effrits
12. Simbad et le Prince transformé en effrit
13. Le Prince de marbre